# (15376) Мартак
(15376) Мартак (лат. Martak) — небольшой астероид внешней части главного пояса, который был открыт 4 сентября 1987 года словацкими астрономами П. Колены и Л. Корношем в Модраской обсерватории и назван в честь Яна Мартака, одного из родственников Петера Колены.

Орбита астероида Мартак и его положение в Солнечной системе